# Васильківська майоліка

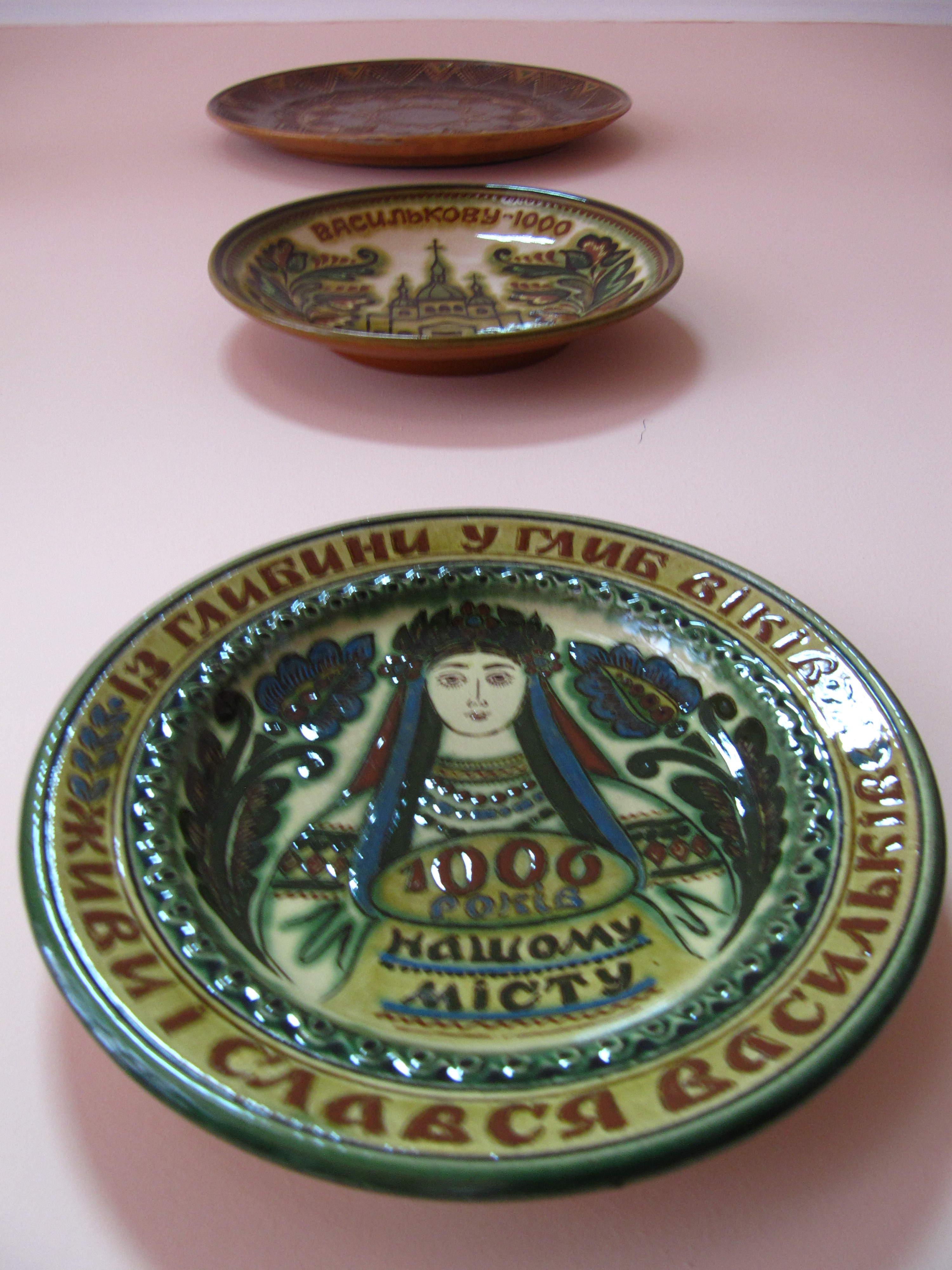
Васильківська майоліка

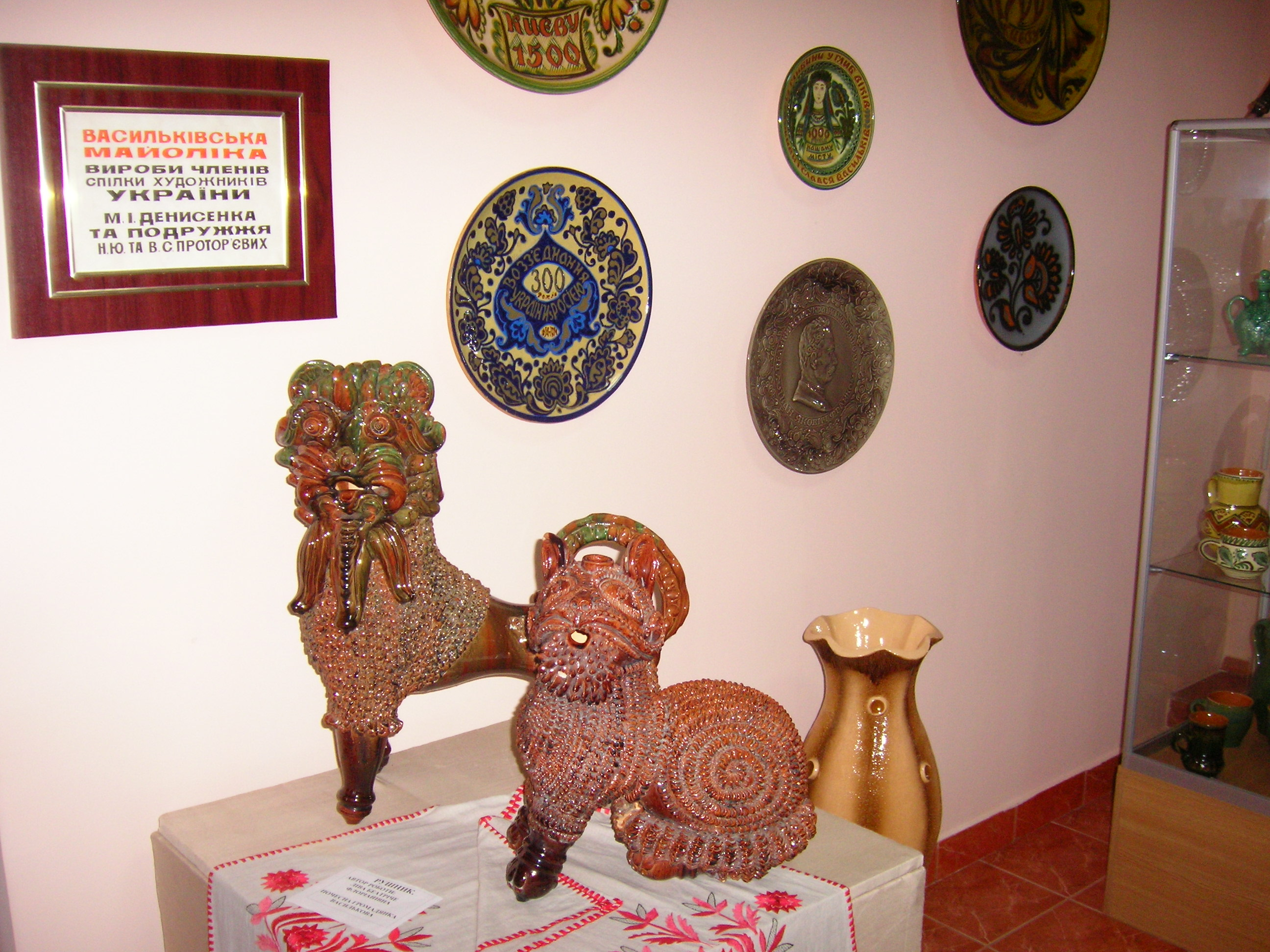
Васильківські тарілки та експонати з Опішні в експозиції Васильківського краєзнавчого музею

«Васи́льківська майо́ліка» — приватне підприємство в місті Васильків Київської області, створене 2005 року на базі промислових приміщень заводу «Васильківський майоліковий завод». Випускає традиційний український народний майоліковий посуд ручної роботи.
«Васильківський майоліковий завод» було засновано 1934 року на базі васильківської гончарної артілі «Керамік». Васильків був одним із гончарських центрів Наддніпрянщини ще із XVIII століття. У 1960-ті роки завод став одним із провідних у художній промисловості України та припинив виробництво у 2000 році.

## Продукція
Підприємство випускає близько 60 зразків художніх керамічних виробів: тарілки, миски, макітри, глечики тощо.
Васильківська майоліка проста за формою, екологічно чиста, адже виготовлена з місцевих природних матеріалів. Вона декорована кольоровими глинами — ангобами, розписана оригінальними прийомами ручної роботи — фляндрівкою та пастилажем.

## Історія
1928 — 16 кустарів-одинаків у Василькові організували артіль «Керамік». Спочатку артіль випускала прості гончарні вироби: горщики, миски та макітри.
1931 — вдосконалили технологію виробництва: запровадили розписування посуду ангобами із введенням українського національного орнаменту, ввели традиційно українські форми виробів. З цього часу васильківський гончарний посуд почав набувати вигляду, близького до майоліки.
До 1949 року на заводі працювали лише місцеві народні майстри, серед них і неодноразовий учасник республіканських виставок Прокіп Бідасюк.
З початку 1960-х років Васильківський майоліковий завод став одним із провідних підприємств художньої промисловості України. Його вироби успішно експонували на виставках декоративного мистецтва в Україні та за її межами. Вони надходили до магазинів багатьох міст (особливо Києва та Москви), набувши великої популярності.
Основу асортименту становила колекція посуду й декоративних виробів, виконана в традиційному українському стилі. Завод випускав вироби більш ніж 70 найменувань: вази, миски, тарілки, кашпо тощо.
20 жовтня 1998 ухвалою господарського суду Київської області за заявою Васильківської об'єднаної державної податкової інспекції було порушено провадження у справі про банкрутство ВАТ «Васильківський майоліковий завод».
Постановою господарського суду Київської області від 12 серпня 2002 ВАТ «Васильківський майоліковий завод» визнано банкрутом і відкрито ліквідаційну процедуру.
У травні 2004 на заводі здійснили запуск оновленого виробничого устаткування.
Ухвалою господарського суду Київської області від 20 травня 2004 затверджено звіт ліквідатора та ліквідаційний баланс ВАТ «Васильківський майоліковий завод». ВАТ було ліквідовано як юридичну особу.
2005 — на базі частини промислових приміщень заводу створили приватне підприємство «Васильківська Майоліка», яке продовжує традиції українського народного майолікового посуду.
Увесь посуд, створеній на підприємстві, проходить регулярну перевірку, має сертифікати та маркування логотипом підприємства.